# Ampharete baltica
Ampharete baltica är en ringmaskart som beskrevs av Eliason 1955. Ampharete baltica ingår i släktet Ampharete och familjen Ampharetidae. Arten är reproducerande i Sverige. Inga underarter finns listade i Catalogue of Life.